# 2010년 동계 올림픽 알바니아 선수단
2010년 동계 올림픽 알바니아 선수단은 캐나다 밴쿠버에서 개최된 2010년 동계 올림픽에 참가한 올림픽 알바니아 선수단이다.

## 알파인 스키
| 선수        | 종목        | 1차시기 | 2차시기 | 총계    | 순위 |
| ----------- | ----------- | ------- | ------- | ------- | ---- |
| 에리온 톨라 | 남자 회전   | 1:33.94 | 1:09.94 | 2:43.88 | 48   |
| 에리온 톨라 | 남자 대회전 | 1:27.57 | 1:31.70 | 2:59.27 | 63   |

## 같이 보기
- 올림픽 알바니아 선수단

## 참고 자료
- (영어) “Albania at the 2010 Vancouver Winter Games”. SR/Olympic Sports. 2012년 12월 13일에 원본 문서에서 보존된 문서. 2011년 10월 5일에 확인함.